# Distrito de Cieneguilla
El distrito de Cieneguilla es uno de los cuarenta y tres distritos que conforman la provincia de Lima, ubicada en el departamento homónimo, en el Perú. Limita al norte, con los distritos de Ate y Chaclacayo; al este, con el distrito de Antioquia, provincia de Huarochirí; y al sur y oeste, con el distrito de Pachacámac. 
Se encuentra en la parte suroriental de la provincia, y es uno de los pocos distritos de la ciudad de Lima que no están totalmente urbanizados. En 2023, obtuvo una población de 40 683 habitantes.

## Historia
Según los estudios realizados por el arqueólogo, Alberto Bueno, la historia de Cieneguilla se remonta al primer milenio. La zona estuvo vinculada a Pachacámac y los poblados de Lurín. Fue durante el apogeo del Tahuantinsuyo, cuando figuró como el último tramo del Qapaq Nan o Camino Inca, que unía Pachacámac con el Cuzco pasando por el célebre santuario del Apu Nevado Pariaqaqa, además de los tambos de Jauja y Vilcashuamán. Es precisamente en Cieneguilla, donde se inicia la carretera de acceso a la provincia de Huarochirí, zona que posee muchos atractivos turísticos.
En 1539, la zona pasa a poder del entonces alcalde de Lima, Nicolás de Rivera, El Viejo. Años después, se integra a la provincia de Cañete para volver a Lima, según ordenanza del virrey, Luis de Velasco y Castilla.
Un censo realizado a mediados del siglo pasado, mostró que el distrito poseía una población de medio millar de habitantes, repartidos en las zonas de Lurín, Manchay y Cieneguilla. Por aquellos años, la zona cobró celebridad por la presencia de bandidos y asaltantes de caminos.
Sin embargo, fue durante la Guerra del Pacífico, cuando volvió a cobrar importancia, luego de que las tropas chilenas pasaron por Manchay para atacar Lima, ingresando por el actual distrito de La Molina.
En 1895, la Casa Hacienda Cieneguilla fue elegida como cuartel general de las tropas rebeldes de Nicolás de Piérola.
Hasta 1960, la Casa Hacienda de Cieneguilla vuelve a cobrar importancia cuando su propietario, Luis Ortiz de Zevallos, inicia un programa de lotización con miras a convertirlo en una zona residencial campestre. Fue precisamente esa gestión, la que motivó la construcción del actual serpentín de acceso, en reemplazo del viejo camino que subía por las pampas de Manchay.
El distrito fue creado el 3 de marzo de 1970, segregándose del distrito de Pachacámac, mediante Decreto Ley N.º 18166, en el gobierno del presidente, Juan Velasco.

## Geografía
El distrito de Cieneguilla está ubicado en Lima Este. Se encuentra dentro del valle de Lurín, donde hasta la década de los 80, se encontraba una buena extracción de camarones.

## División Administrativa
El cuadro muestra los centros poblados que pertenecen al distrito de Cieneguilla.
| Centro Poblado                  | Tipo de Centro Poblado |
| ------------------------------- | ---------------------- |
| Cieneguilla                     | Urbano                 |
| Lindero                         | Rural                  |
| Piedra Liza                     | Rural                  |
| Pichicato                       | Rural                  |
| San Isidro                      | Rural                  |
| San Francisco                   | Rural                  |
| San Vicente                     | Rural                  |
| Santa Rosa de Chontay (Chontay) | Rural                  |

## Autoridades

### Municipales
| Cargo    | Autoridad electa                 | Partido político | Partido político   |
| -------- | -------------------------------- | ---------------- | ------------------ |
| Alcalde  | Emilio Alberto Chávez Huaringa   |                  | Podemos Perú       |
| Regidora | Sandra Inés Vidal Binasco        |                  | Podemos Perú       |
| Regidor  | Juan Pablo Mendoza Iparraguirre  |                  | Podemos Perú       |
| Regidora | Milagros Patricia Jiménez Flores |                  | Podemos Perú       |
| Regidor  | Américo Alejandro Chávez Alfaro  |                  | Podemos Perú       |
| Regidora | Damiana Ana Torres Rojas         |                  | Podemos Perú       |
| Regidora | Noimy Marisol Jesús Dionicio     |                  | Somos Perú         |
| Regidor  | Modesto César Yacila Bruno       |                  | Renovación Popular |

### Comisarías de Cieneguilla
- Comisaría PNP Cieneguilla
- Comisaría PNP Manchay: ubicada en el distrito de Pachacámac.
- Comisaría PNP La Molina: ubicada en el distrito homónimo.

## Transporte
Son varias las empresas de transporte que comienzan o circulan en este distrito, entre ellas se encuentran:
| Empresa | Códigos de ruta y distritos o lugares de origen y destino                                   |
| --- | ------------------------------------------------------------------------------------------- |
| Corredores complementarios (Corredor Rojo) / Autoridad de Transporte Urbano para Lima y Callao (ATU) / Allin Group - Javier Prado S.A. | Rutas Troncales: - 204 San Juan Bautista (Cieneguilla) - Contisuyo / La Marina (San Miguel) |
| Empresa de Transporte Urbano El Molinero Express S.A. (ETRUMESA)                                                                       | 4413 Ate - Cieneguilla                                                                      |
| Empresa de Transportes Rápido Musa S.A. (ETRAMUSA)                                                                                     | 4416 Ate - Cieneguilla (La G)                                                               |
| Empresa de Servicio de Transportistas José Olaya S.A.C. (ESTJOSA)                                                                      | 7403 Chorrillos - Cieneguilla (La 30)                                                       |
| Empresa de Transportes y Servicios 18 de Enero S.A. (ETSDESA)                                                                          | 8401 Lurín - Cieneguilla                                                                    |
| Empresa de Transporte y Turismo San Juan S.A.C. (ETTURSAJSAC)                                                                          | Rutas: - TLU02 Lahuaytambo - Cieneguilla - TLU05 Mariatana - Cieneguilla                    |

## Galería

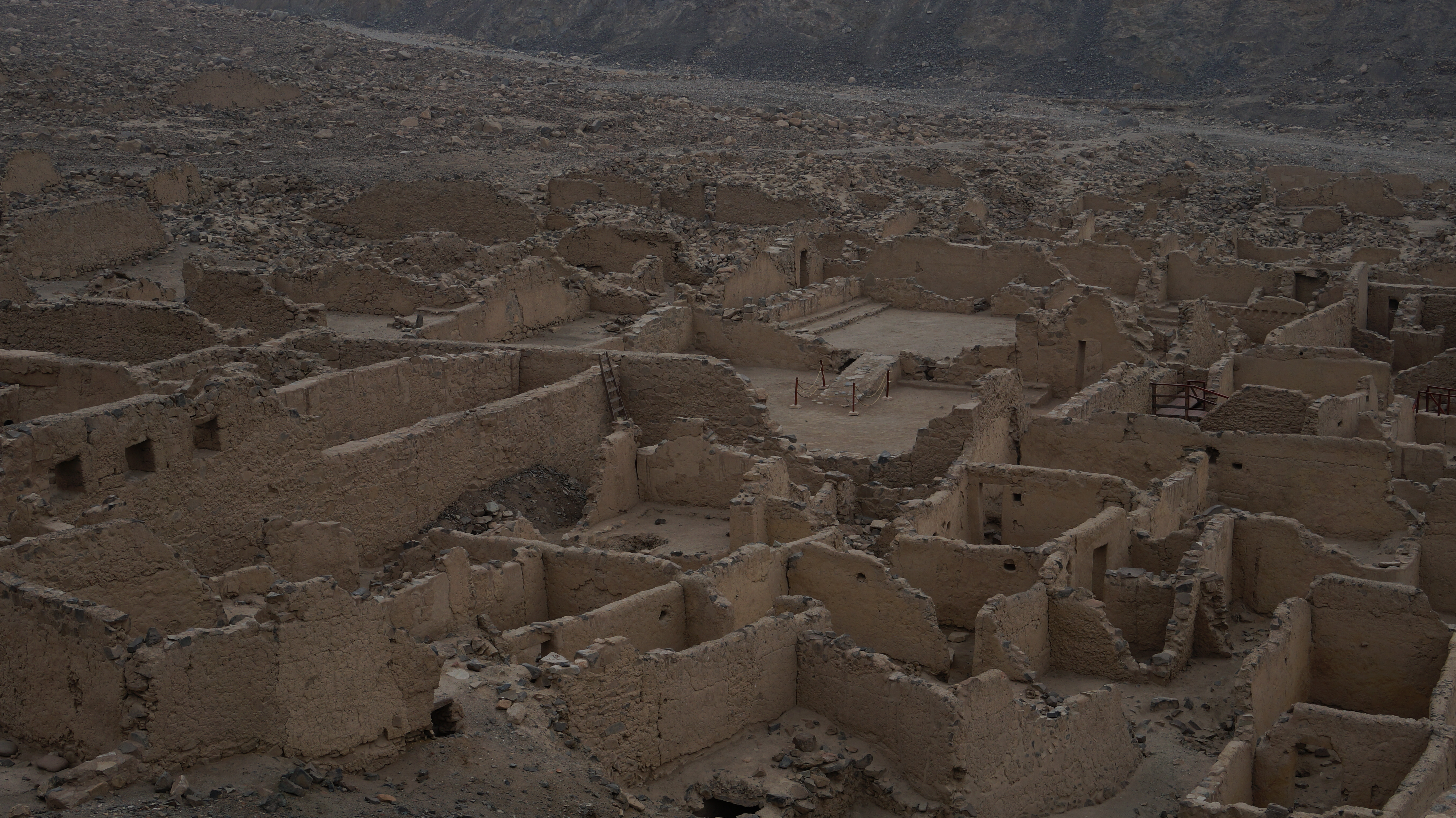
Huaycán de Cieneguilla.
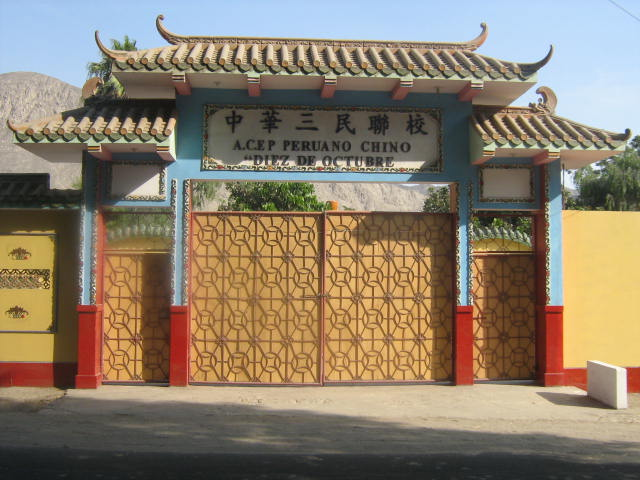
Colegio Peruano Chino Diez de Octubre.